# Baszyr Warajew
Baszyr Magomiedowicz Warajew ros. Башир Магомедович Вараев; (ur. 23 lutego 1964 w Groznym) – radziecki judoka (Czeczen). Brązowy medalista olimpijski z Seulu 1988.
Zawody w 1988 były jego jedynymi igrzyskami olimpijskimi. Po medal sięgnął w wadze półśredniej, do 78 kilogramów. Był srebrnym medalistą mistrzostw świata w 1987 oraz brązowym w 1989 i 1991. Czterokrotnie zwyciężał w mistrzostwach Europy (1987, 1988, 1989, 1990), w 1991 był trzeci. Wygrał Igrzyska dobrej woli w 1990.
Startował w Pucharze Świata w 1991 roku.
Olimpijczykiem był również jego brat Szarip.